# 1809 en photographie
| Années de la photographie : 1806 - 1807 - 1808 - 1809 - 1810 - 1811 - 1812    |
| Décennies de la photographie : 1770 - 1780 - 1790 - 1800 - 1810 - 1820 - 1830 |

Cet article présente les faits marquants de l'année 1809 en photographie.

## Naissances
- 6 février : Karl Bodmer, peintre et photographe suisse naturalisé français, mort le 30 octobre 1893.
- 1er mars : Robert Cornelius, photographe américain, mort le 10 août 1893.
- 5 mars : Paul Jeuffrain, photographe français, mort le 5 juin 1896.
- 24 septembre : Auguste Autin, photographe français, mort le 5 avril 1889.
- 19 octobre : Eduard Isaac Asser, photographe néerlandais, mort le 21 septembre 1894.
- 3 novembre : Franziska Romana Breton, dite Madame Breton, photographe autrichienne active en France, morte le 10 août 1895.
- 9 novembre : Sinibaldo de Mas, écrivain, peintre, diplomate et photographe espagnol, mort en 1868.
- 12 décembre : John Adamson, médecin, physicien et photographe écossais, mort le 11 août 1870.
- En 1808 ou 1809 : 
  - Hugh Welch Diamond, psychiatre et photographe britannique, un des fondateurs de la Royal Photographic Society, mort le 21 juin 1886.